# 妹尾芳太郎
妹尾 芳太郎（せのお よしたろう、1898年（明治31年）3月7日 - 1969年（昭和44年）1月19日）は、日本の政治家。徳島県吉野川市出身。

## 経歴
麻植郡山瀬町山崎（現在の吉野川市）生まれ。1917年（大正6年）、徳島県師範学校（現在の徳島大学）を卒業。
師範学校卒業後、麻植郡山崎尋常高等小学校訓導、師範学校付属小学校訓導、三好郡加茂尋常高等小学校長、徳島県視学、徳島県学務部学務課長、美馬高等女学校長を歴任。
1939年（昭和14年）に徳島市助役に就任。1947年（昭和22年）には公選により選ばれた初めての徳島市長に就任、1948年（昭和23年）まで務めた。
市長退任後は長崎県に行き、高田水産副社長などを務めた。1969年（昭和44年）1月、長崎市内で死去。